# Ærkehertugdømmet Østrig
Ærkehertugdømmet Østrig (tysk: Erzherzogtum Österreich) er en betegnelse for Østrig i perioden 1453 til 1804. Før 1453 var Østrig et hertugdømme i Det tysk-romerske Rige. Den habsburgske hertug Rudolf 4. af Østrig (1339 – 1365) var en foretagsom hersker, der blandt andet formåede af ophøje Wien til selvstændigt stift og grundlagde Wien Universitet. Rudolf ønskede at Østrig skulle have samme indflydelse i det Tysk-Romerske Rige som de tyske kurfyrster, og han stod i 1359 bag en forfalskning af det oprindelige Privilegium Minus, der i 1156 ophøjede Østrig til Hertugdømmet Østrig. Det forfalskede dokument kaldtes Privilegium Maius og ophøjede Østrig til ærkehertugdømme, og Rudolf proklamerede sig selv som ærkehertug af Østrig. Privilegium Maius gav Østrig en række rettigheder, som ligestillede Østrig med kurfyrsterne i det Tysk-Romerske Rige, hvorved Østrig fremover ville kunne deltage i blandt andet kejservalg.
Kejser Karl IV nægtede dog at bekræfte Privilegium Maius. Det var først Habsburg-kejseren Frederik III, der formelt anerkendte dokumentet i 1453, hvorefter Østrig blev til Ærkehertugdømmet Østrig. Østrigs regenter kaldte sig herefter ærkehertuger.
Fra 1521 arvede Ferdinand I de østrigske lande fra sin bror kejser Karl V. Gennem giftermål opnåede han rettighederne til Ungarn, Böhmen, Mähren, Schlesien og Lausitz samt de spanske og italienske besiddelser. Fra dette tidspunkt omtales Ærkehertugdømmet Østrig også som de Habsburgske Arvelande.

## Ærkehertugen
Albrecht den Vises sønnesøn, der ligeledes hed Albrecht (1404—1439), ægtede kejser Sigismunds datter Elisabeth og fik i medgift Mähren, samt valgtes efter svigerfaderens død 1437 til konge i Ungarn og Böhmen såvel som til tysk konge. Fra denne tid var den tyske krone på en ganske kort afbrydelse nær stadig knyttet til det Habsburgske Hus lige indtil 1806.
Efter ham kom hans søn Ladislaus Postumus (født 1440 efter faderens død). Han blev vel af navn konge i Böhmen og 1444 tillige i Ungarn, men hvert af rigerne fik selvstændige bestyrere, henholdsvis Georg af Podiebrad (fra 1452) og Johan Hunyady, og da Ladislaus døde i 1457, gik de begge lande igen for en tid tabt for habsburgerne, mens Østrig tilfaldt hans faders næstsøskendebarn Frederik af den steierske linje (en sønnesøn af Leopold, som faldt 1386), hvorved Østrig og de steiermarkske lande igen forenedes. Frederik valgtes allerede 1440 til tysk konge og indførte officielt titlen ærkehertug af Østrig, men styrelsen af hans arvelande var kun lidet heldig. Under hans stridigheder med broderen Albrecht (død 1463) plagedes landet stærkt af røverbander. Senere hærgedes især Krain af tyrkerne, der bortførte mange tusinder af indbyggerne til slaveri, og da han 1477 kom i krig med Ungarns konge Matthias Corvinus, indtog denne største delen af Østrig, 1485 endog selve Wien, og først efter Matthias’ død 1490 blev landet vundet tilbage.

## De østrigske habsburgere skilles ud
Derimod vandt hans søn Maximilian ved sit giftermål 1477 med Karl den Dristiges arvedatter Marie både Nederlandene og Franche-Comté; det egentlige Burgund faldt tilbage til Frankrig og gav senere anledning til gentagne krige mellem dette land og Maximilians sønnesøn og arving. Endvidere fik han 1490 Tirol, hvis linje snart efter uddøde (den havde efterhånden tabt de sidste rester af besiddelserne i Schweiz), og knyttede desuden 1500 Görz og Gradisca til sine arvelande. Han fulgte 1493 efter sin fader som Kejser og viste både større dygtighed og havde langt større held. Han indførte forbedret retspleje og forvaltning samt et ordnet postvæsen og samlede ved det tyske riges ny kredsinddeling 1512 samtlige habsburgske arvelande i een kreds, den østrigske, mens han ved en fredsslutning med Schweiz 1499 i virkeligheden gav afkald på sin slægts tidligere krav på herredømmet her.
Mest betydning fik han dog som grundlægger af det Habsburgske Hus’ magtstilling i Europa. 1496 giftede han nemlig sin søn Filip med den spanske kongedatter Johanne, og hun overførte 1516 hele Spanien med Napoli, Sicilien og Sardinien samt de nyopdagede lande i Amerika til sin ældste søn Karl, den senere kejser Karl 5. For en sikkerheds skyld havde Maximilian giftet sin datter Margrete, senere statholderinde i Nederlandene, med Johannes ældre broder Johan, som døde kort efter sit bryllup. 1516 knyttede han en lignende dobbelt forbindelse mellem sin sønnedatter Marie og hendes broder Ferdinand på den ene side og kong Ludvig 2. af Ungarn og Böhmen og hans søster Anna på den anden, med et lige så gunstigt udfald. Thi derved (ægteskaberne sluttedes i 1521) banedes vejen for Ferdinands ophøjelse til konge i begge disse riger, da svogeren 1526 var falden ved Mohacz imod tyrkerne. Således var der nu, hvad der vist allerede havde foresvævet de første habsburgske kejsere, til værn for riget oprettet en stærk magt i dets grænseegne, særlig på østgrænsen, rettet mod tyrkerne, men også ved andre grænser, rettet mod Frankrig. I henved 200 år holdtes husets grene sammenknyttede ved stadige familieforbindelser. Ret naturlig gav folkevittigheden sig udtryk i det latinske vers:
Bella gerant alii, tu felix Austria, nube! Nam quæ Mars aliis, dat tibi regna Venus
(Andre får slås, men Østrig, du lykkens udkårne, gift dig! Riger får andre af Mars; Venus jo gir dem til dig).

## Ferdinand 1.
Maximilian 1. døde i 1519, og mens Karl 5. fulgte ham som tysk kejser og desuden som hersker i Nederlandene, der således knyttedes til hans spanske rige, overlod han 1522 sin yngre broder Ferdinand de østrigske arvelande. Denne blev som oven for nævnt 1526 konge i Böhmen med Mähren, Schlesien og Lausitz, men fik kun en mindre del af Ungarn (det vestlige bælte samt Kroatien), idet Johan Zapolya valgtes til modkonge og kaldte tyrkerne til hjælp. Disse belejrede 1529 Wien og 1532 Graz, og de beholdt senere den mellemste del af Ungarn med selve hovedstaden Buda og Slavonien, mens Zapolya blev hersker i Transsylvanien. Den stadig fra øst truede stilling bidrog til, at Ferdinand for at få hjælp herimod fra det størst mulige antal tyske fyrster indtog en mæglende holdning over for protestantismen, der fandt stærk tilslutning i hans arvelande. Da Karl V 1556 nedlagde regeringen, blev Ferdinand, som allerede 1531 var valgt til tysk konge og således betegnet som arvtager i Tyskland, ophøjet til kejser, mens det spanske rige og Nederlandene tilfaldt Karls søn Filip 2. I 1564 døde Ferdinand, og nu deltes hans lande mellem hans 3 Sønner.

## Arvespørgsmål og religionsstridigheder
Den ældste, Maximilian 2., fik Østrig samt de bøhmiske og ungarske lande, mens Ferdinand fik Tirol og de schwabiske lande og Karl de steiermarkske landskaber. Da Ferdinand døde 1595, deltes hans lande mellem de to andre linjer og forenedes først endeligt med de østrigske Lande 1665. Protestantismen var imidlertid trængt så stærkt frem, at den fik flertallet såvel i arvelandenes befolkning som i de fleste provinsstænder. Under Maximilian 2. af Østrig (1564—1576), der selv stod protestantismen nær, sikredes der adelen trosfrihed, men under hans søn, Rudolf 2. (1576—1612), indtrådte virkningerne af det stærke fremstød, katolikkerne foretog, særlig ved jesuitternes hjælp, og såvel Rudolf som hans fætter Ferdinand af Steiermark forfulgte protestanterne på det ivrigste. Mens Ferdinand nåede sit mål i sine lande, regerede Rudolf i det hele så holdningsløst, at land efter land rejste sig imod ham og gav sig ind under hans broder Matthias imod at opnå såvel politiske som religiøse rettigheder, og for at bevare sit sidste land, Böhmen, måtte Rudolf der udstede et majestætsbrev i 1609, der tilstod en begrænset religionsfrihed. I 1611 fik Matthias dog også Böhmen. Da han var barnløs, indsatte han 1619 sin fætter Ferdinand af Steiermark til sin arving. Derved genforenedes de steiermarkske lande med Østrig, mens Tirol og de schwabiske besiddelser først 1665 på ny samledes med de andre arvelande. For at hindre lignende delinger for fremtiden fastsatte Ferdinand senere ved sit testamente førstefødselsretten som gældende huslov. Som kejser 1619—1637 satte han sig som opgave at tilintetgøre protestantismen, men Böhmen, hvor denne havde overmagt, og hvor man allerede i 1618 med vold havde fordrevet de kejserlige statholdere, valgte samtidig kurfyrsten af Pfalz til konge og fremkaldte derved Trediveårskrigen til skade både for sig selv og for Tyskland.
Allerede 1620 efter nederlaget på det hvide bjerg ved Prag måtte kongen af Böhmen nedlægge kronen, og Böhmen mistede ved den ublide behandling, sejrherrerne gav det, efterhånden al politisk, national og religiøs selvstændighed, så at det simpelthen blev en del af Østrig. Også i de andre arvelande forfulgtes protestanterne, lige som kejseren, for så vidt hans magt udvidedes i Tyskland, brugte den til at fremme den katolske reaktion. Sachsens tilslutning til Kejseren opnåedes ved Freden i Prag 1635, men mod afståelse af Lausitz, og ved den endelige fred i 1648 ofredes de gamle habsburgske besiddelser i Elsass, der skrev sig fra 12. og 13. århundrede.

## Ferdinand 3. og Leopold 1.
Inden fredsslutningen var Ferdinand 2. død 1637 og efterfulgt af sin søn Ferdinand 3., men denne styrede i samme spor, og under ham udslettedes de sidste rester af protestantismen i arvelandene. Hans søn Leopold 1. (1657—1705) vandt som ovennævnt 1665 Tirol tilbage og fik desuden 1675 flere fyrstendømmer i Schlesien knyttede til kronens besiddelser. Uden fremragende evne til materielt at ophjælpe arvelandene efter Trediveårskrigen og lige som sine nærmeste forgængere oplært af jesuitter rettede han sine bestræbelser på at undertrykke protestantismen i Ungarn, og det tyranni, der øvedes i dette øjemed, og som ligeledes truede landets frie forfatning, førte til opstand og til påkaldelse af tyrkernes hjælp. Disses kraft blev dog — ligesom 1529 — brudt på Wiens heltemodige Forsvar 1683 og knækket af den polske hjælpehær, og derefter gik det tilbage med tyrkernes magt i Ungarn. I 1686 blev Buda indtaget, og 1687 genoprettede sejren ved Mohacz, hvad nederlaget 1526 havde forvoldt. Endnu samme år måtte den ungarske landdag indrømme kongehusets arveret (tidligere var Ungarn et valgrige). Efterhånden blev hele Ungarn og Transsylvanien vundne tilbage og ved Freden i Karlowitz 1699 tillige med Slavonien afståede af Tyrkiet; men Leopolds vilkårlige styrelse og kirkelige ufordragelighed holdt uroen vedlige i Ungarn, og en ny opstand udbrød 1703 for først at slutte 1711 med et forlig, hvori kongen lovede at ville regere i overensstemmelse med forfatningen.

## Josef 1. og Karl 6.
Imidlertid var der ved det spanske kongehus’ truende uddøen åbnet udsigt til at få i det mindste en del af arven overført til den østrigske linje, det vil sige til Leopolds yngre søn Karl, og formålet med den spanske arvefølgekrig var netop at sikre dennes arvekrav. Midt under krigen døde Leopold. Sønnen Josef 1. (1705-1711) blev af Karl 12. tvunget til at give protestanterne i Schlesien religionsfrihed og var i øvrigt i sin korte regeringstid helt optaget af den store krig. Da han efterfulgtes af sin broder Karl 6. (1711—1740), måtte denne opgive sine krav på Spanien, men opnåede dog ved freden 1714 at få de spanske Nederlande, Milano, Napoli og Sardinien, der i 1720 ombyttedes med Sicilien, som var blevet tildelt Savoyen. En krig med tyrkerne 1716—1718 skaffede ham den sidste rest af Ungarn, Banatet, tilbage, mens andre i denne krig erhvervede grænsestrækninger en snes år senere gik tabt i en ny krig mod tyrkerne. Alle Karls bestræbelser gik ud på at sikre hans datter Maria Theresia arvefølgen i alle hans lande ved den pragmatiske sanktion i 1724, men dette lammede hans kræfter. Indad til ophørte den fremgang i forvaltningen, der sporedes under Josef 1.: embedsstanden var efterladende, finanserne i uorden, og hæren forsømtes. Udad til måtte han efter sin indblanding i den polske tronfølgekrig 1735 afstå Napoli og Sicilien til en spansk prins mod at få Parma i stedet.

## Marie Theresia
Trods den pragmatiske sanktion var ingen virkelig sikkerhed vundet for hans datters herredømme, thi da han døde 1740, truede både Bayern og Preussen hendes arveret, og Frankrig var straks rede til at understøtte hendes fjender. Kun ved ungarernes troskab og kampiver lykkedes det Maria Theresia (1740—1780) at ride stormen af og redde sin krone uden alt for store ofre. I 1742 måtte hun afstå største delen af Schlesien til Preussen for at skaffe sig denne fjende fra halsen, og ved den endelige fred 1748 afstod hun et stykke af Lombardiet til Sardinien (Ticino blev fremtidig grænse) og Parma til en spansk prins. Et forsøg på at genvinde Schlesien i Syvårskrigen 1756—1763 mislykkedes, skønt hun havde fået både Frankrig og Rusland til forbundsfæller. Derimod vandt hun ved Polens deling 1772, som hun kun modstræbende gik med til under påvirkning af sin førsteminister Kaunitz og sin søn Josef, Galizien. Endvidere fik hun 1775 Bukovina afstået af Tyrkiet og 1779 et lille stykke land ved Inn fra Bayern, så at hun ved sin død herskede over 610.000 km2 land og 24 mio. mennesker. Indad til styrede hun med kraft og indsigt, nærmest enevældig og uden at agte den ungarske rigsdags rettigheder, men det mådehold, hvormed hun brugte sin magt, holdt misstemningen nede. De andre landdages stilling ændredes således, at de nærmest blev rådgivende stænderforsamlinger. Forvaltningen centraliseredes, finansstyrelsen og regnskabsvæsenet kom i god orden, adel og gejstlighed kom under personlig skattepligt. Ved hjælp af en række reformer steg den materielle velstand: unødige toldgrænser fjernedes, landeveje anlagdes, industrien understøttedes og beskyttedes ved toldpålæg, livegenskabet mildnedes, og afløsning af hoveriet muliggjordes. På det åndelige område virkedes ved oprettelse såvel af folkeskoler som af højere læreanstalter, administrationen adskiltes fra retsplejen, torturen afskaffedes. Kirkens magt indskrænkedes til fordel for statsmagten: censuren lagdes under staten, pavelige buller var uden statens godkendelse ugyldige. Ved hendes død var styrelsen blevet fast, finanstilstanden forbedret, hæren styrket og velstanden øget.

## Josef 2.
Lige så sindigt og varsomt som Marie Theresia gik frem med sine reformer, lige så hensynsløst og voldsomt søgte hendes søn Josef 2. (1780—1790) at tvinge sin vilje igennem, idet han med eet slag ville omdanne alle forhold og gøre folkene lykkelige mod deres vilje og uden deres forståelse, samt grundlægge en ny tingenes orden uden mindste agtelse for alskens overleveringer og nationale ejendommeligheder. Både ved fremgangsmåde og ideer viser han sig som en ægte søn af oplysningstiden. Han ville gøre hele monarkiet til en enhedsstat med streng centralisation og med afgjort hævdelse af tyskhedens overvægt. Resterne af landsdelenes selvstyre forsvandt, adelen mistede næsten alle sine privilegier. Allerede i 1781 kundgjorde han et toleranceedikt for protestanterne og forbedrede også jødernes stilling, mens han forbød biskopperne at have umiddelbar forbindelse med paven og kun tillod dennes buller at offentliggøres med statsregeringens billigelse. Af 2.000 klostre opløstes 738 med tilsammen 36.000 munke og nonner (af i alt 63.000). Livegenskabet afskaffedes i Böhmen og i de egentlige arvelande, og nye civil- og straffelovbøger udkom 1787—1788, i virkeligheden omarbejdelser af lovbøger fra moderens tid. Derved blev blandt andet dødsstraffen væsentlig indskrænket. Udad til gik hans bestræbelser ud på at afrunde sine lande ved at tilbytte sig Bayern imod Belgien i 1784, men denne plan hindredes af Frederik 2. af Preussen og det nystiftede tyske fyrsteforbund. 1788 sluttede han forbund med Katharina 2. om at dele Tyrkiet, men forsøget herpå faldt kun lidet heldig ud. Endelig gav misstemningen med hans vilkårlige styrelse sig luft i en ligefrem opstand i Belgien 1789, hvis løsrivelse åbent kundgjordes, og i Ungarn blev uroen så stærk, at han måtte skynde sig at kalde næsten alle sine reformer tilbage for dette riges vedkommende. Hans regering endte derfor som en fuldstændig skuffelse.

## Leopold 2.
Josefs broder og efterfølger Leopold 2. (1790—1792) skyndte sig at slutte fred med Tyrkiet og dæmpede opstanden i Belgien ved eftergivenhed, samt tilsagde Ungarn løfte om agtelse for dets ret.

## Frants 1.
Hans søn Frants 1. (1792—1835) måtte i den første halvdel af sin regering mod Frankrig føre en række krige, der for største delen kun bragte nederlag og landafståelser, men som dog endte med at skaffe monarkiet en mindre udvidelse og et fuldt afrundet landområde på 668.000 km2 med 28 mio. indbyggere. Ved Freden i Campo Formio 1797 (stadfæstet 1801 ved Freden i Lunéville) tabtes Belgien og Lombardiet, men til gengæld vandtes Venetien og Dalmatien. Ved landfordelingen i Tyskland 1803 fik Østrig bispedømmerne Trient og Brixen i Tirol, men måtte afgive Breisgau til den fordrevne hertug af Modena; den ligeledes fordrevne storhertug af Toscana fik Salzburg. 1805 efter Slaget ved Austerlitz tabtes igen Venetien og Dalmatien samt Tirol, mens Salzburg tilknyttedes som plaster på Såret. 1809 medførte Slaget ved Wagram opgivelsen af Salzburg og nogle grænsestrøg til Bayern, af Vestgalizien, som var vundet 1795 ved Polens tredje deling, til det ny oprettede Storhertugdømme Warszawa og af Krain, Istrien og Kroatien til Frankrig, som deraf dannede de illyriske provinser. Men 1814 fik Østrig næsten alle de tabte lande — med undtagelse af Belgien og Breisgau — tilbage og dertil Venetien. I stedet for den tyske kejserværdighed, som kejseren i 1806 havde måttet frasige sig, efter at han 1804 havde tillagt sig titlen "kejser af Østrig", tildeltes der Østrig forsædet i det nystiftede Tyske Forbund. Og dermed begyndte en ny tid.